# Isa Pizzoni

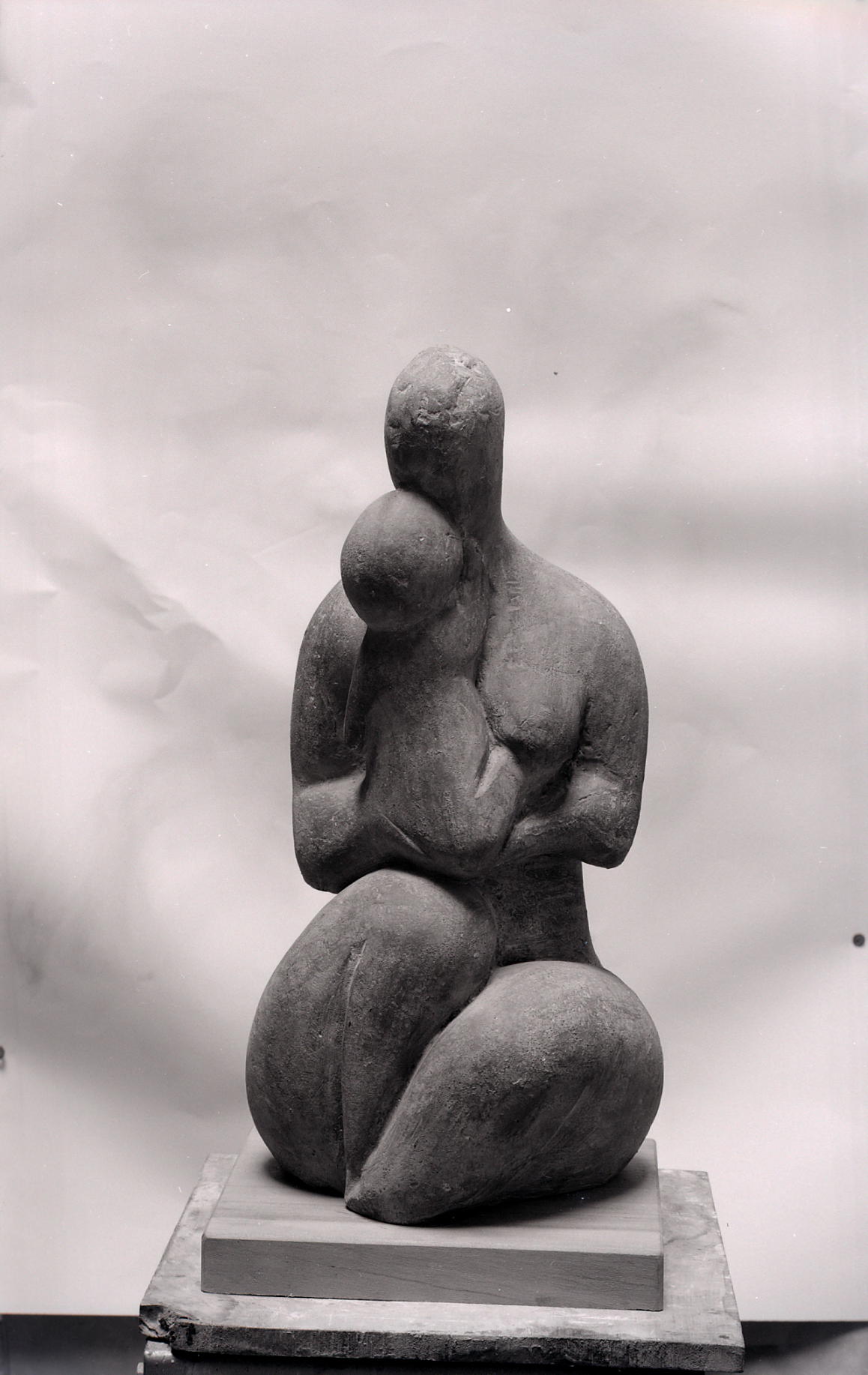
Gruppo scultoreo di Isa Pizzoni, foto di Paolo Monti, Milano 1960 (Fondo Paolo Monti, BEIC)

Isa Pizzoni (Erba, 20 marzo 1921 – Erba, 13 marzo 2008) è stata una scultrice italiana.

## Biografia

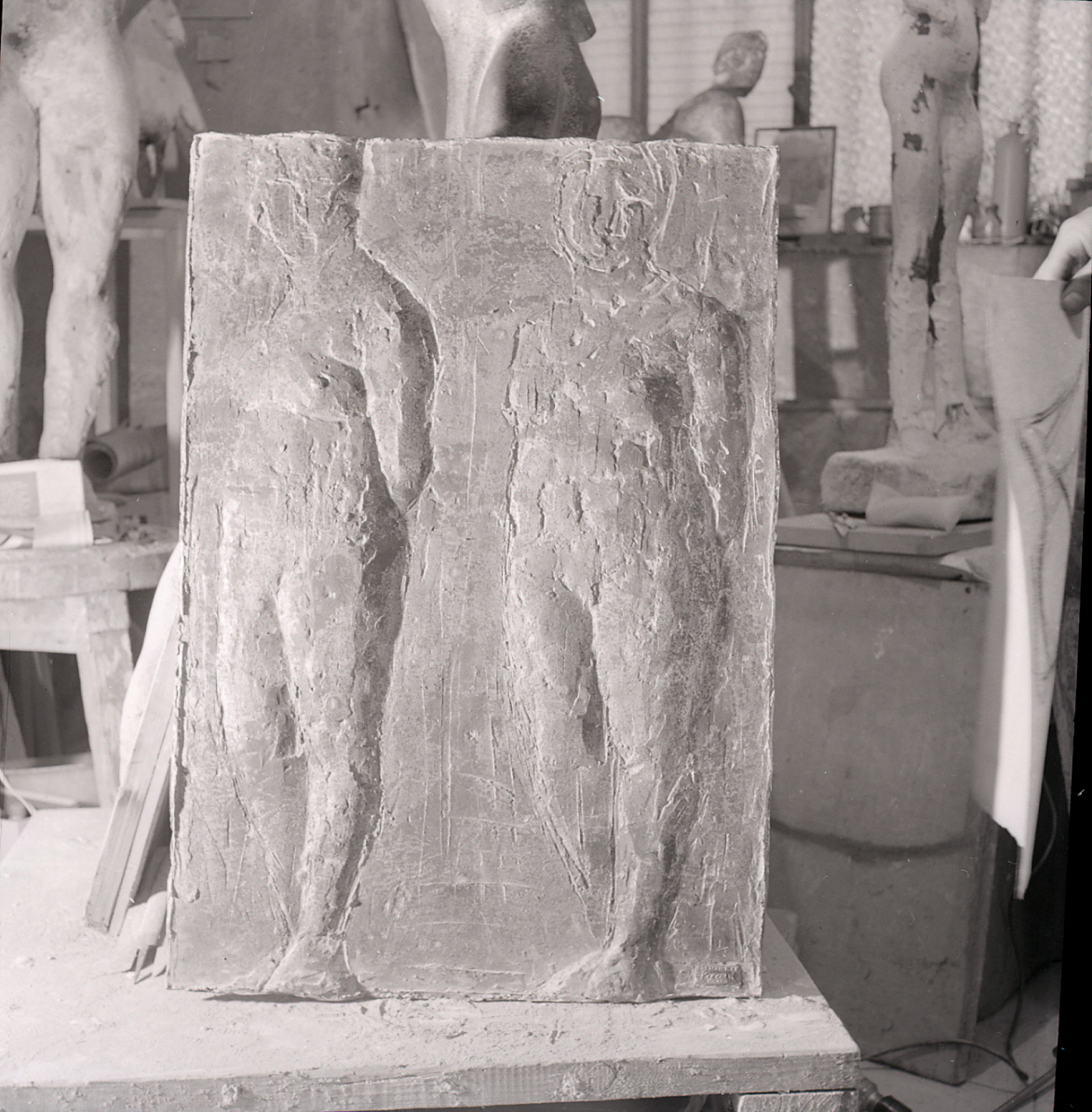
Bassorilievo nello studio di Isa Pizzoni fotografato da Paolo Monti, Milano 1960 (Fondo Paolo Monti, BEIC)

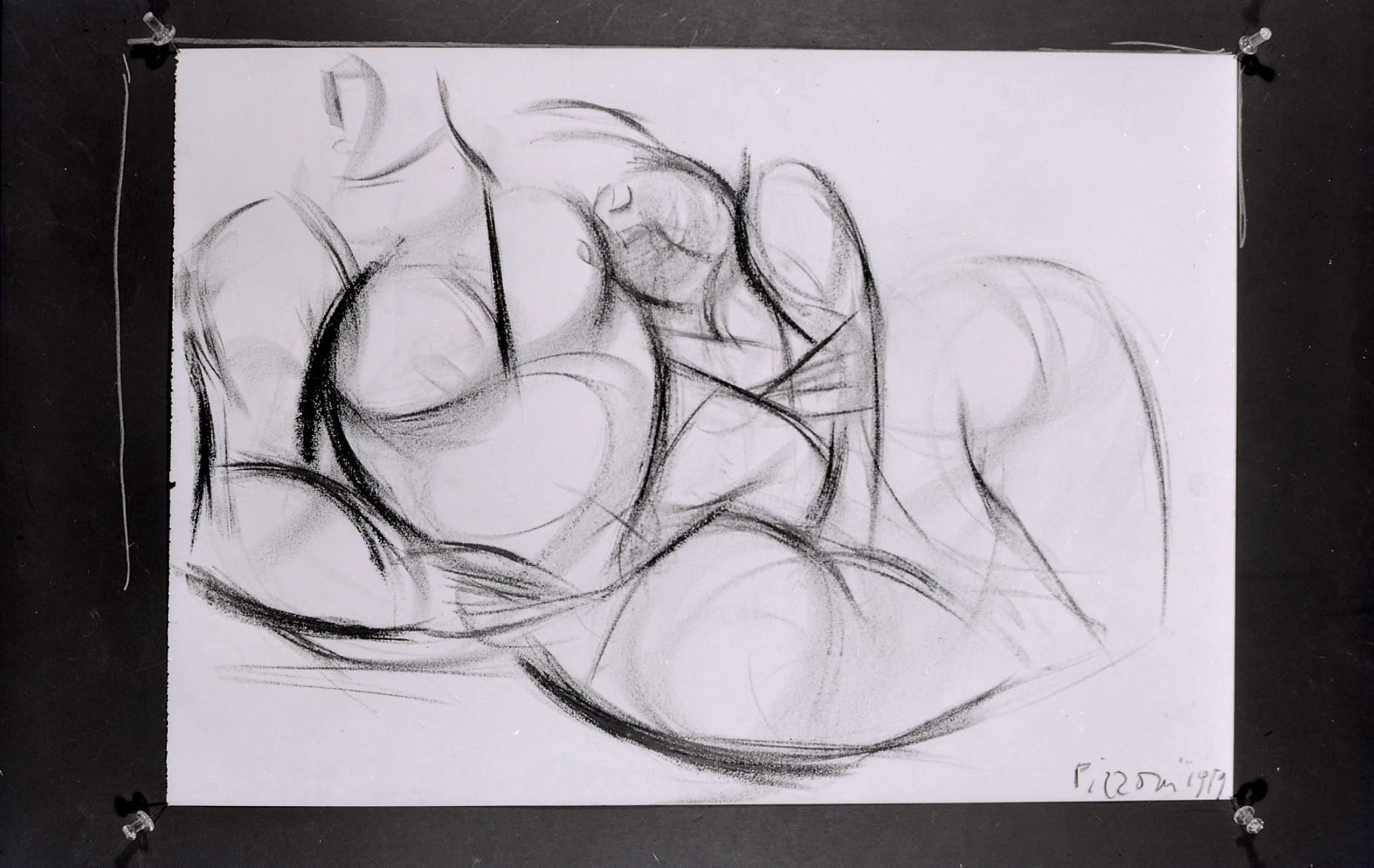
Disegno di Isa Pizzoni fotografato da Paolo Monti, Milano 1967 (Fondo Paolo Monti, BEIC)

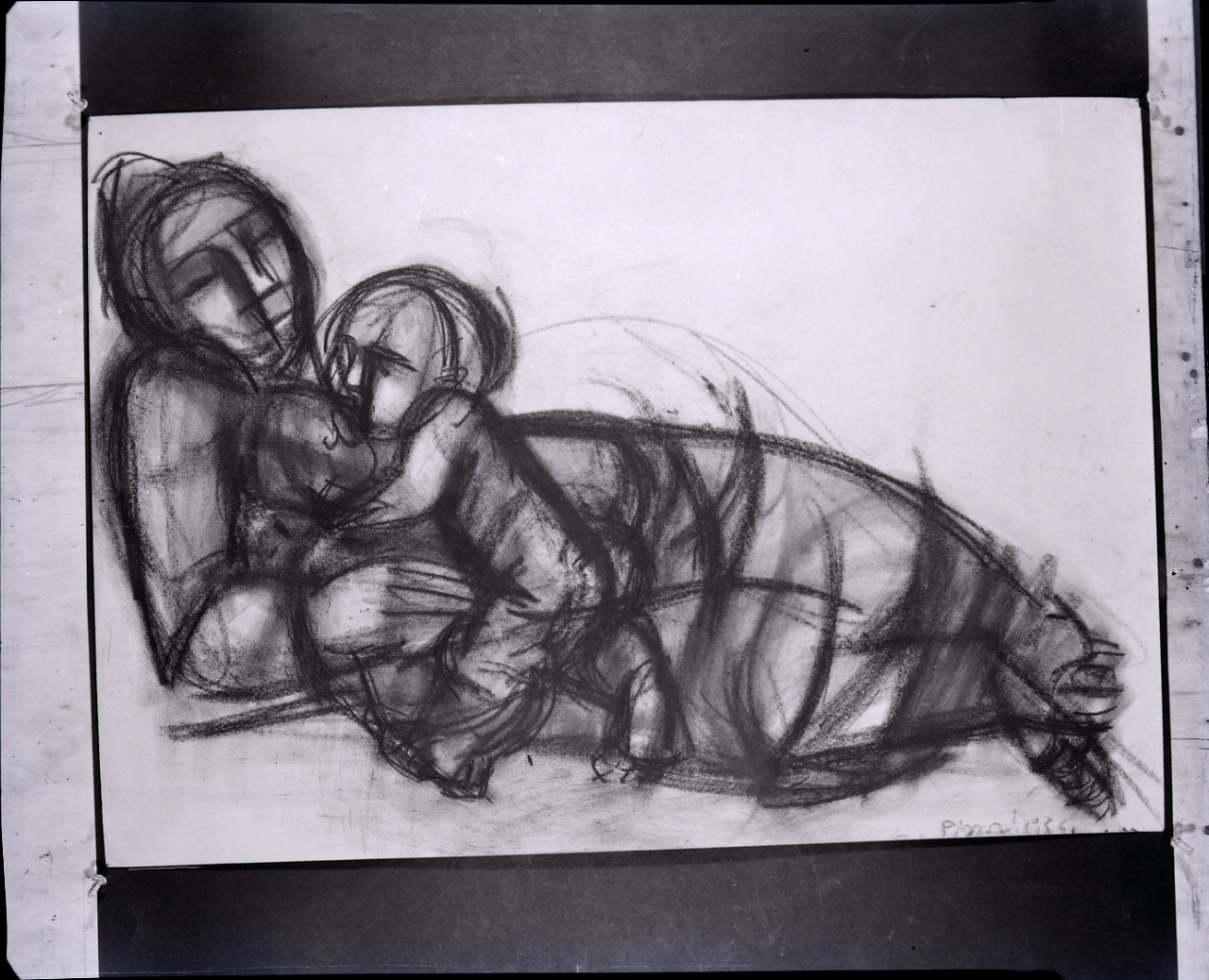
Disegno di Isa Pizzoni fotografato da Paolo Monti, 1975 (Fondo Paolo Monti, BEIC)

Allieva di Marino Marini, studia arte all'accademia di Brera. Nel 1953 ottiene una borsa di studio per Parigi dove il collezionista d'arte Christian Zervos la presenta al pittore scultore svizzero Alberto Giacometti.
Nel periodo trascorso a Parigi conosce alcuni personaggi legati al movimento del Cubismo come lo scultore Henri Laurens, che rimane entusiasta dei suoi lavori, ed il gallerista Tedesco Daniel-Henry Kahnweiler, presso il quale esponevano Georges Braque e Pablo Picasso. Viene presentata all'atelier di Fernand Mourlot, che frequenterà anche successivamente, e lavora per l'atelier milanese di Giorgio Upiglio.
A partire dal 1954 allestisce svariate mostre alla galleria il Milione di Milano e a quella dell'Ariete, per poi spostarsi all'estero in città come Bruxelles con due mostre personali e in varie altre per mostre collettive per poi tornare ad esporre nella sua città natale.
Verso la fine della sua carriera illustra con 8 sue incisioni una riedizione (pubblicata nel 1991) dell'opera “Sul gatto” (1845) del poeta e medico milanese Giovanni Rajberti.
Tra gli amici artisti contemporanei italiani si ricordano Floriano Bodini, Luciano Minguzzi e Franco Russoli.

## Esposizioni personali
- Galleria del Milione – Milano Italia – 1954, 1957, 1964
- Galleria dell'ariete – Milano Italia – 1956
- Galleria del disegno – Milano Italia –1958, 1960
- Palais de Beaux-Arts – Bruxelles Belgio – 1960, 1962
- Palazzo Sormani – Milano Italia – 1965
- Galerie Aspects – Bruxelles Belgio – 1970
- Libreria Einaudi – Milano Italia – 1972, 1976
- Pro Loco Eupilio – Eupilio Italia – 1980
- Galleria d'antiquariato – Erba Italia – 1982
- Villa comunale Crevenna – Erba Italia – 1983
- Galleria San Fedele– Milano Italia – 1986
- Villa comunale Crevenna – Erba Italia – 2014
- Villa Sormani - Mariano Comense Italia - 2015

## Esposizioni collettive
- Incisione contemporanea – Venezia – 1955
- II mostra nazionale del disegno – Reggio Emilia – 1955
- VII Quadriennale d'arte contemporanea – Roma – 1955
- Mostra di scultura italiana itinerante – Darmstadt, Berlino, Amburgo – 1957, 1958
- Mostra di giovani artisti italiani – Milano – 1958, 1959
- Galleria Odyssia – Roma – 1959
- Biennale d'arte – Alessandria d'Egitto – 1960
- Mostra nazionale dell'incisione – La Spezia – 1965
- IV  biennale d'arte internazionale – Carrara – 1965
- VI  biennale d'arte internazionale – Carrara – 1967
- Mostra di grafica e scultura contemporanea – Milano – 1972
- Collettiva del piccolo bronzo – Parigi – 1979
- Collettiva grafica 1 – Taiwan – 1980, 1981
- Ist. It. Di cultura – Vienna  - 1981
- Ist. It. Di cultura – Zagabria – 1982
- Ist. It. Di cultura – Belgrado – 1983
- Ist. It. Di cultura – Praga – 1983
- Chiasso – 1983
- Pittsburg – 1983
- Galleria d'arte Vismara – Milano – 1985
- Atelier Upiglio 1965-1985 – Milano – 1986
- V triennale dell'incisione della società Belle Arti Permanente – Milano 1986/1987
- Mostra internazionale di grafica contemporanea – Erba – 1987

## Premi
- 1951 - Premio acquisto Diomira – Milano
- 1953 – Borsa di studio per Parigi
- 1960 – Premio città di Milano – corso per giovani scultori